# Somalische Nationale Liga
Die Somalische Nationale Liga (SNL) (deutsch für Somali National League) war eine politische Organisation und Partei, die die Unabhängigkeit der Somali-Gebiete und deren Vereinigung zu einem Groß-Somalia anstrebte. Sie wurde 1935 im damaligen Britisch-Somaliland, dem späteren Norden Somalias (Somaliland), gegründet und war vor allem im dortigen Clan der Isaaq verankert.
Bei der Wahl für den Legislativrat in Britisch-Somaliland 1960 gewann die Somalische Nationale Liga 20 von 33 Sitzen.
Nach der Unabhängigkeit Britisch-Somalilands und dessen Vereinigung mit Italienisch-Somaliland zu Somalia 1960 blieb die SNL die stärkste politische Partei in Nordsomalia, während sie in den übrigen Landesteilen kaum Unterstützung genoss. Zusammen mit der Somalische Jugendliga (SYL) bildete sie die erste Regierung des unabhängigen Somalia. Ein bedeutendes Mitglied der SNL war Mohammed Haji Ibrahim Egal, der 1960 erster Premierminister Somalias war.
1962 traten Egal und ein weiterer SNL-Minister aus der Regierung zurück und gründeten zusammen mit etlichen SNL-Mitgliedern die neue Partei Somalischer Nationaler Kongress (SNC), die breite Unterstützung im Norden gewann. Der SNC schloss sich auch eine Hawiya-dominierte Fraktion aus dem Süden an, womit sie zur nationalen Partei wurde. Nach der Parlamentswahl 1964 schlossen sich viele Mitglieder der SNC, darunter Egal, der SYL an.
Nach dem Militärputsch Siad Barres 1969 endete das Mehrparteiensystem in Somalia. Die SNL wurde teilweise 1981 mit der Gründung der Isaaq-Rebellenorganisation Somalische Nationale Bewegung (SNM) wieder ins Leben gerufen. Die SNM kämpfte gegen die Barre-Regierung und rief 1991 die Unabhängigkeit Nordsomalias als Somaliland aus. Mohammed Haji Ibrahim Egal wurde zweiter Präsident von Somaliland.